# Джовани да Плано Карпини
Вижте пояснителната страница за други личности с името Джовани.
Джовани да Плано Карпини (на италиански: Giovanni da Pian del Carpine; на латински: Iohannes de Plano Carpini) е италиански францискански монах, първия европеец посетил Монголската империя.

## Биография
Роден е около 1182 година в Маджоне, провинция Перуджа, Италия. Около 1221 г. заминава за Саксония, където основава нови францискански мисии и изпраща мисионери в Чехия, Унгария, Лотарингия и Норвегия. От 1230 до 1232 г. изпълнява същата дейност в Испания, след това отново се връща в Саксония и пребивава там до 1239 г.
През 1245 г. папа Инокентий IV изпраща Карпини на мисия в Източна Европа към монголите, които по това време владеят тези земи. Заедно с още един монах Бенедикт папското посолство възглавявано от Карпини преминава през Чехия, Киев, долните течения на Дон и Волга, Казахстан, Хорезъм, покрай северните склонове на Тяншан, езерото Алакол и през 1246 г. достига до горното течение на река Орхон, където по това време се намира столицата на монголите. Едва в средата на ноември папското посолство е прието от великия хан Гуюк, но без да се постигнат някакви успехи в преговорите през 1247 г. Карпини благополучно се завръща в Рим. По това време, от всички области на Азия, завоювани от монголите, пристигат делегации, за да изразят верността си към новия хан. Във временната столица на монголите се събират около 4 хил. посланици. Карпини и неговите спътници използват това изключително благоприятно обстоятелство, за да съберат сведения за Монголската империя и народите, които я населяват. Папските посланици за първи път се запознават с китайците и изкуството на китайските занаятчии.
Своето тригодишно пътешествие Карпини описва в книгите си: „Historia Mongalorum quos nos Tartaros appellamus“ (в превод „История Монгалов, които ние наричаме татари“) и „Liber Tartarorum“ (в превод „Книга за Татарите“), която по-късно е преведена на много езици. В книгите си Карпини описва поразилата го мощна държавна власт на монголите, религиозната им търпимост и превъзходно организираните пътни съобщения.
Умира на 1 април 1252 година в Антивари (днес Бар, Черна гора).